# Аја Напа чудовиште
Аја Напа чудовиште (грч. Αγία Νάπα θαλάσσιο τέρας, тур. Ayia Napa deniz canavarı, енгл. Ayia Napa sea monster) је криптид које се појављује уз обалу популарног туристичког одмаралишта Аја Напа на Кипру. Највише виђена овог бића се десило око рта Греко.

## Други називи
Ово биће је још знано под именима:
- Аули,
- Кипарски Лох Нес (енгл. Cyprus Loch Ness),
- Биће из дубина (енгл. Creature from the Depths),
- или Пријатељско чудовиште (грч.  | енгл. )[1];

## Опис криптида
Описује као велика морска змија са дугим вратом, двије пераје на прсима и једном на леђима, дугим вратом, и репом налик на реп код делфина. Локални рибари кажу да је пријатељско биће, и нема извештаја да је овај створ направило било какву штету.

## У митологији
Многи људи сматрју да је овај криптид у ствари Сцила, митско морско чудовиште из грчке митологије.

## Могуће објашњење/Научни став о овом криптиду
Сматра се да у случају Аја Напа чудовишта радило о крокодилу који је био држан као кућни љубимац, али касније незаконито пуштен у дивљину..